# Урульга (станция)
Урульга́ — станция Читинского региона Забайкальской железной дороги на Транссибирской магистрали (6337 километр). 
Находится в селе Урульга, Карымский район Забайкальского края. Была образована при строительстве головного участка Амурской железной дороги в 1900 году. Начальник станции Тяликов Сергей Николаевич

## Дальнее следование по станции
| № поезда | Маршрут движения    | № поезда | Маршрут движения    |
| -------- | ------------------- | -------- | ------------------- |
| 391      | Благовещенск — Чита | 392      | Чита — Благовещенск |